# Tiene Que Ser Para Mí
Tiene Que Ser Para Mí é o primeiro álbum da cantora e compositora espanhola Natalia Lacunza. Lançado em 10 de junho de 2022, o disco é composto por doze canções carregadas de reflexões sobre amores, desamores e mudanças pessoais. O álbum é denominado pela cantora como o encerramento de uma etapa que durou três anos e reflete essa vontade de viver honestamente e dar ao seu ser e ao seu esforço o valor que merecem.
Ao longo do álbum podemos apreciar a evolução de um amor que não é saudável. Os primeiros temas descrevem uma Natália que não quer aceitar e não leva a sério as pessoas que a avisam. Mais tarde você percebe que não é um relacionamento saudável e essa pessoa não te ama, chegando a "Todo Va a Cambiar", o tema que culmina um disco cheio de sentimentos.

## Lista de faixas
Lista de faixas adaptadas do Apple Music.
| N.º            | Título                                     | Compositor(es)                                                                | Produtor(es)         | Duração |  |
| 1.             | "Tiene Que Ser Para Mí"                    | Natalia Lacunza Sergio Nicolas Hernando Pau Riutort                           | Pau Riutort          | 3:10    |  |
| 2.             | "Todo Lamento"                             | Natalia Lacunza Carlos Ernesto Ayala Pau Riutort Daniela Spalla               | Pau Riutort          | 2:35    |  |
| 3.             | "No Me Querías Tanto"                      | Natalia Lacunza Pau Riutort                                                   | Pau Riutort          | 3:07    |  |
| 4.             | "Muchas Cosas"                             | Natalia Lacunza Pau Riutort                                                   | Pau Riutort          | 2:31    |  |
| 5.             | "Mi Sitio"                                 | Natalia Lacunza Pau Riutort Teresa Gutiérrez Estefanía Víctor Miguel Hernánde | Pau Riutort          | 3:03    |  |
| 6.             | "Tiempo Atrás"                             | Natalia Lacunza Pau Riutort Carlos Ernesto Ayala Valdez Silvana Estrada       | Pau Riutort          | 2:48    |  |
| 7.             | "El Círculo"                               | Pau Riutort Natalia Lacunza Alejandro Lamas Vazquez Pablo Lugilde Yáñez       | Pau Riutort LOWLIGHT | 2:48    |  |
| 8.             | "Cuestión de Suerte"                       | Natalia Lacunza Pau Riutort Adrià Domenech                                    | Pau Riutort InnerCut | 3:17    |  |
| 9.             | "Medicina"                                 | Natalia Lacunza Pau Riutort Teresa Gutiérrez Estefanía                        | Pau Riutort          | 2:49    |  |
| 10.            | "Mejor Que Yo"                             | Natalia Lacunza Pau Riutort Teresa Gutiérrez Estefanía                        | Pau Riutort          | 3:31    |  |
| 11.            | "Todo Va A Cambiar" (com part. de Karma C) | Natalia Lacunza Nacho Portichuelo Ochoa Pau Riutort                           | Pau Riutort          | 2:27    |  |
| 12.            | "Cartas De Amor" (com part. de RUPTURA)    | Jesús Perea José Antonio Hurtado                                              | RUPTURA Pau Riutort  | 3:01    |  |
| Duração total: | Duração total:                             | Duração total:                                                                | Duração total:       | 35:13   |  |